# کلاهان (فلوریدا)
کلاهان (به انگلیسی: Callahan) شهرکی در شهرستان ناساو ایالت فلوریدا است که در سال ۱۹۱۱ بنیان‌گذاری شده‌است. این شهرک طبق سرشماری سال ۲۰۱۰ میلادی، ۱٬۱۲۳ نفر جمعیت داشته و مساحت آن نیز ۳٫۴ کیلومتر مربع است.

## جغرافیا
کالاهان در 30°33′39″N 81°49′51″W واقع شده است.